# Stantari

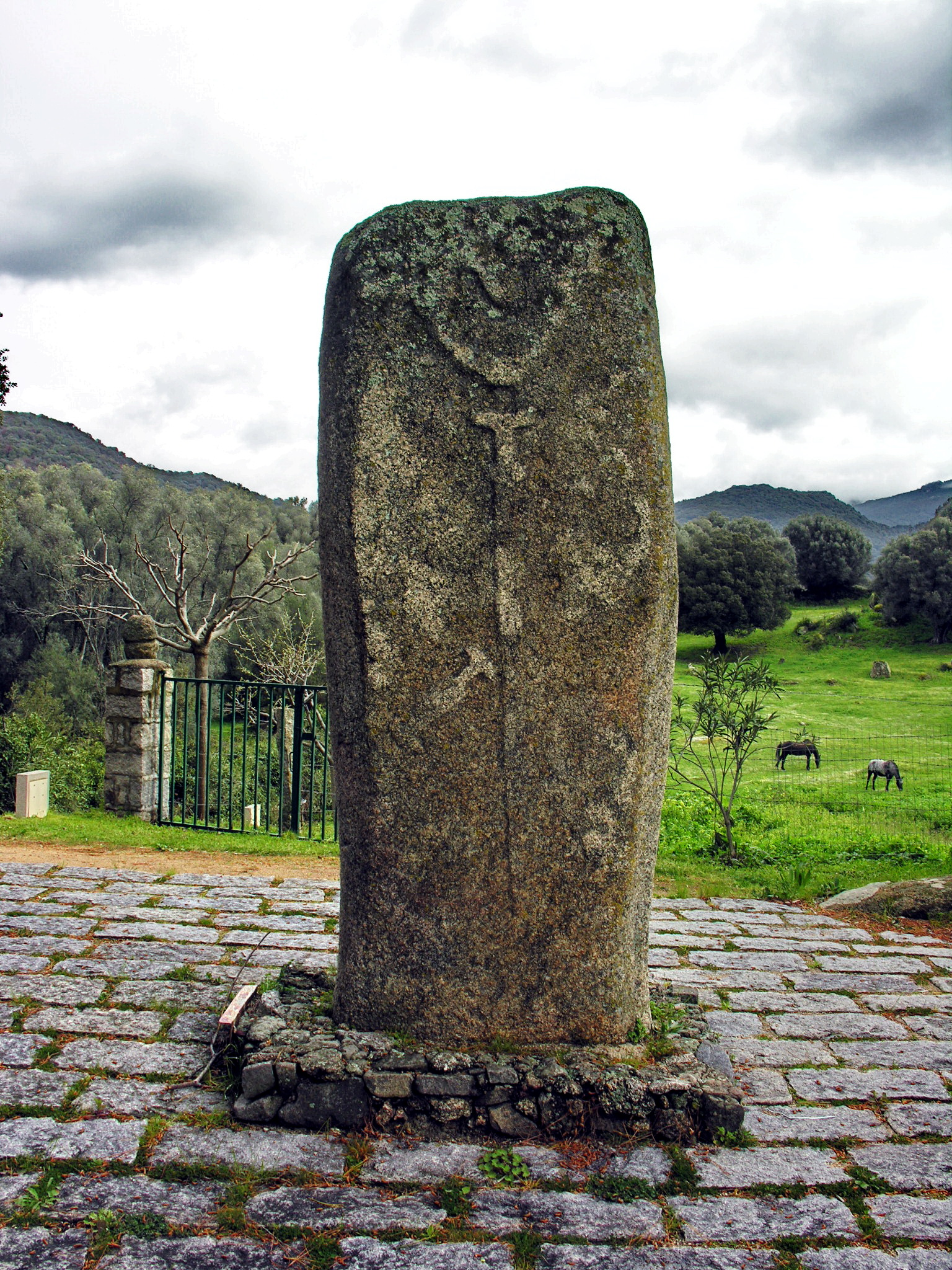
Filitosa V, une stantari de Corse du Sud.

Stantari est une ancienne revue trimestrielle de vulgarisation scientifique, traitant du patrimoine naturel et historique corse. Son sous-titre était « Histoire naturelle et culturelle de la Corse ». Fondée en 2005, elle a cessé de paraître fin 2014.
Le mot corse stantari signifie pierre levée et est notamment utilisé dans le sud de l'île pour désigner les statues-menhirs. 
Fondée en 2005 par Cécile Breton et Laurent-Jacques Costa, Stantari disposait d'un comité scientifique, comptant entre autres Yves Coppens, Emmanuel Le Roy Ladurie, Georges Charpak, Jean-Denis Vigne, etc. Sa ligne éditoriale reposait sur le désir de vulgariser sans dénaturer, d'enseigner sans ennuyer, tout en cherchant à faire connaître et à préserver le patrimoine insulaire.